# Kirche Hl. Großmärtyrer Georg (Valjevo)

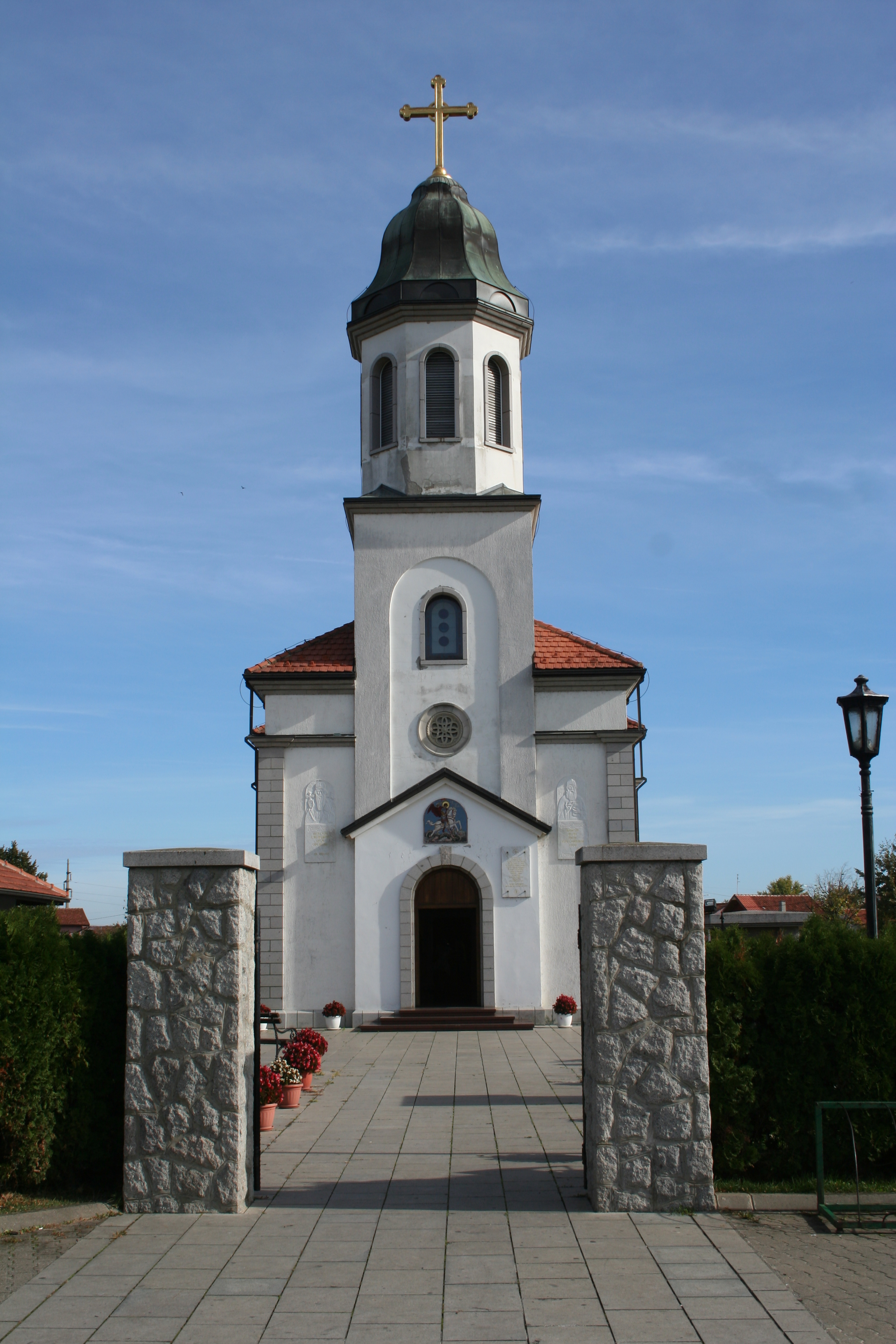
Die Kirche Hl. Großmärtyrer Georg der Siegbringende in Valjevo

Die Kirche Hl. Großmärtyrer Georg der Siegbringende (serbisch: Црква Светог великомученика Георгија Победоносца, Crkva Svetog velikomučenika Georgija Pobedonosca) in der Stadt Valjevo, ist eine serbisch-orthodoxe Kirche im westlichen Serbien.
Die Kirche wurde im Jahr 2000 erbaut und eingeweiht. Sie ist dem Heiligen Großmärtyrer Georg geweiht und ist die Pfarrkirche der Kirchengemeinde und Pfarrei Novo Naselje im Dekanat Valjevo II der Eparchie Valjevo der Serbisch-Orthodoxen Kirche.

## Lage
Die Kirche steht im Zentrum des neuen Stadtteils Novo Naselje oder auch Novo Valjevo genannt, am Platz Trg Vladike Nikolaja und nahe der Straße Ulica 4. Jula im nordöstlichen Stadtgebiet. Neben der Kirche steht das Pfarrhaus der Pfarrei und der neu erbaute Bischofspalast der Eparchie Valjevo.
Die Kirche und der Bischofspalast schmücken diesen kleinen Platz auf dem auch ein Denkmal für den Bischof Hl. Nikolaj von Žiča und Ohrid steht, dessen Namen der Platz auch trägt.

## Geschichte
Im Jahre 2000 zur Zeit des damaligen Patriarchen seiner Heiligkeit Pavle und des Bischofs Lavrentije Trifunović der damaligen Eparchie Šabac-Valjevo wurde die Kirche erbaut. Ktitoren der Kirche und des Pfarrhauses waren die Brüder und Geschäftsleute Vidoje und Vladisav Vujić aus Valjevo.
Im Jahre 2006 wurde die damalige Eparchie Šabac-Valjevo aufgelöst und es entstanden die zwei neuen Eparchien: Eparchie Šabac und Eparchie Valjevo. Die Kirche und Pfarrei kamen zur Eparchie Valjevo und in unmittelbarer Nähre der Kirche wurde der Bischofspalast der Eparchie erbaut.
Die Kirche verfügt über einen eigenen Kirchenchor. Am 2. August 2021, der Slava (Feiertag) des Hl. Propheten Elija, hielt der Bischof der Metropolie Australien-Neuseeland, Siluan, die Hl. Liturgie mit anderen Geistlichen in der Kirche ab.

## Architektur
Die einschiffige Kirche mit einer halbrunden Altar-Apsis im Osten, kleinen rechteckigen Seitenchören und einem Kirchturm mitsamt Zwiebelkuppel und Eingangsportal im Westen ist im modernen Serbisch-byzantinischen Stil erbaut. Der Haupteingang der Kirche ist im Westen und es existieren zwei kleinere Nebeneingänge an der Nord- und Südseite.
Neben der Tür des Haupteingang wurde eine kleine Gedenkplatte mit Informationen zur Kirche angebracht. Über der Eingangstür befindet sich ein Patronatsmosaik des Hl. Georg.
Sie besitzt typisch für Orthodoxe Kirchenbauten eine (marmorne) Ikonostase mitsamt Ikonen. Zurzeit ist das Kircheninnere nicht mit Fresken bemalt.

## Galerie

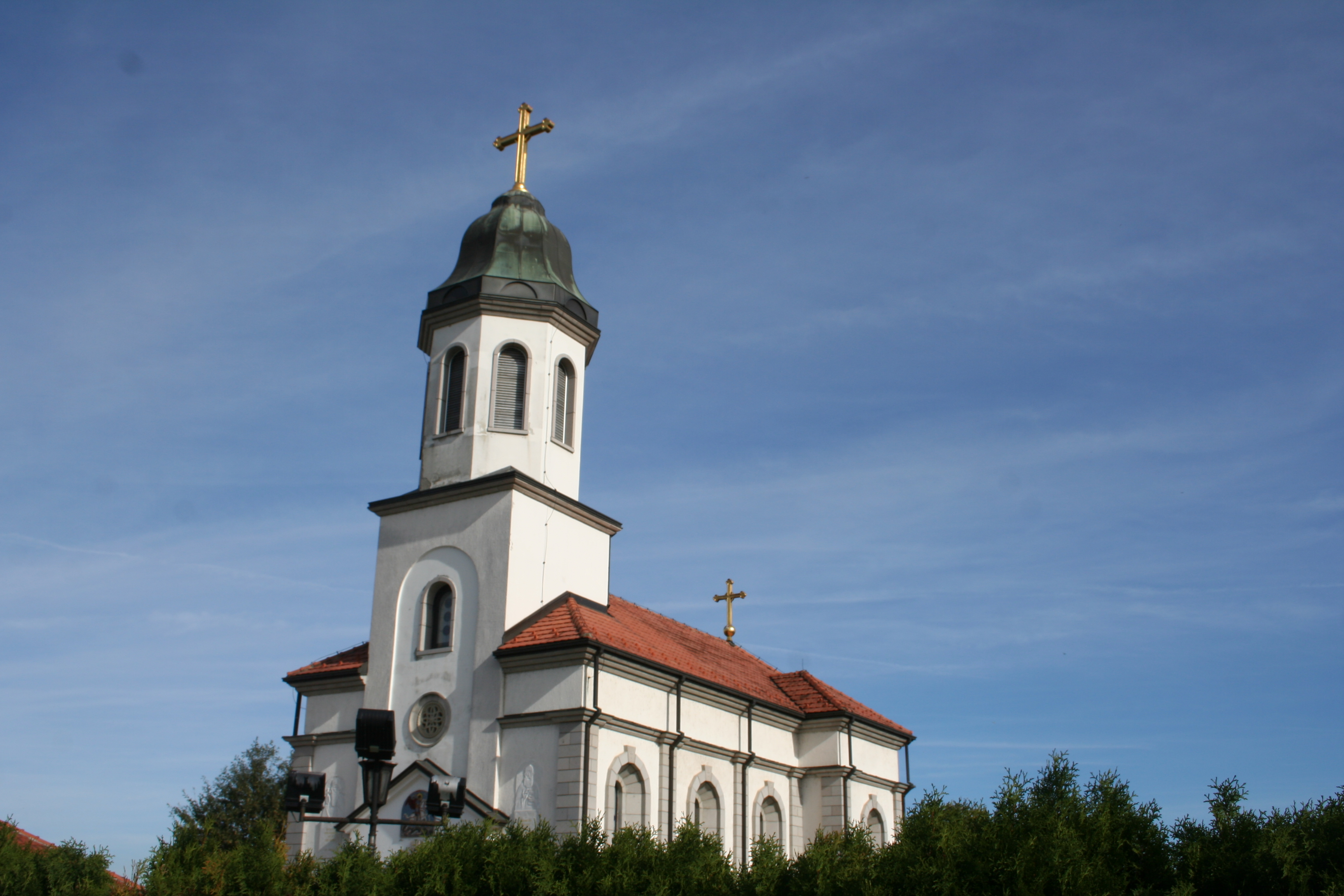
Blick auf die Kirche Hl. Georg
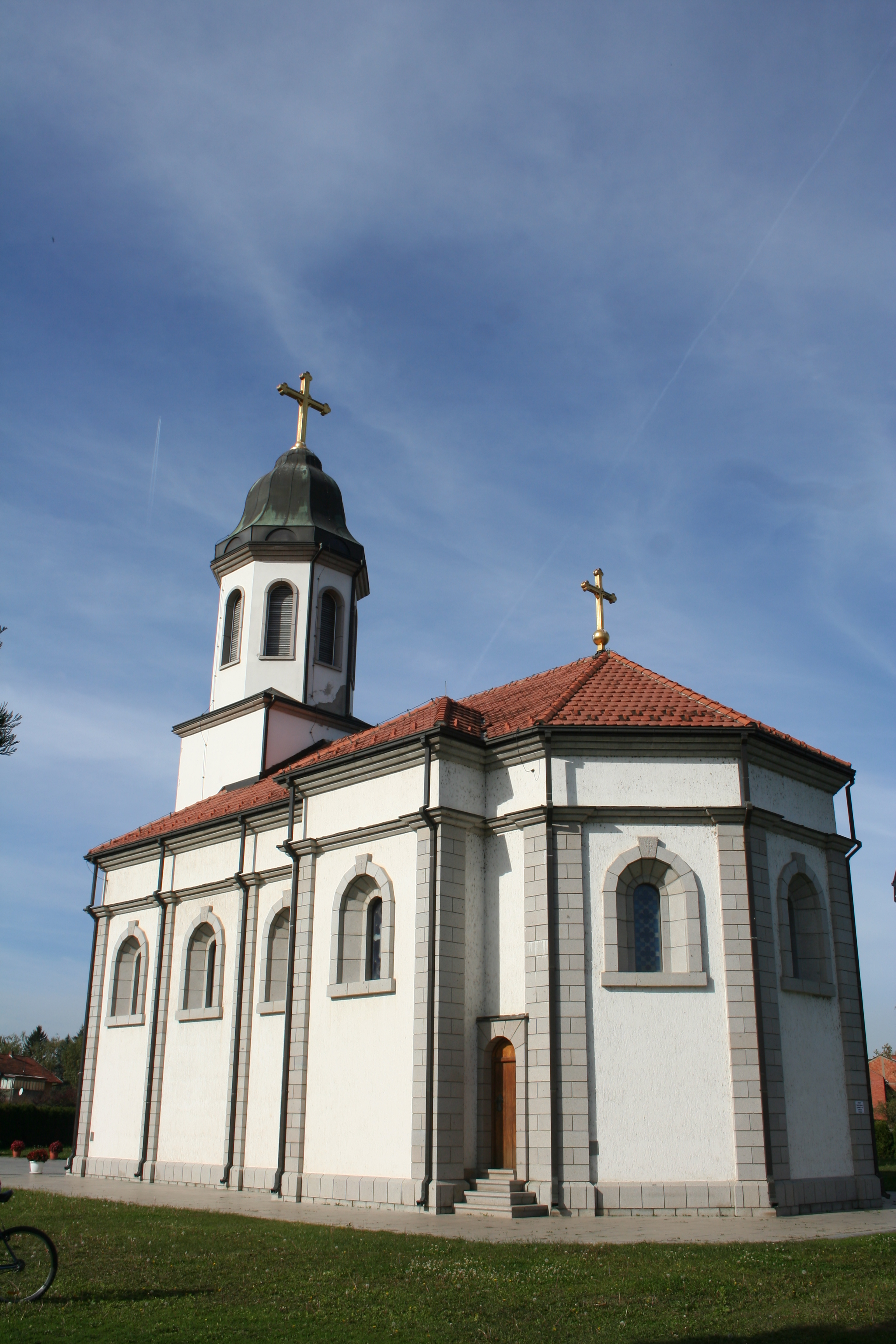
Blick auf den Altarbereich der Kirche
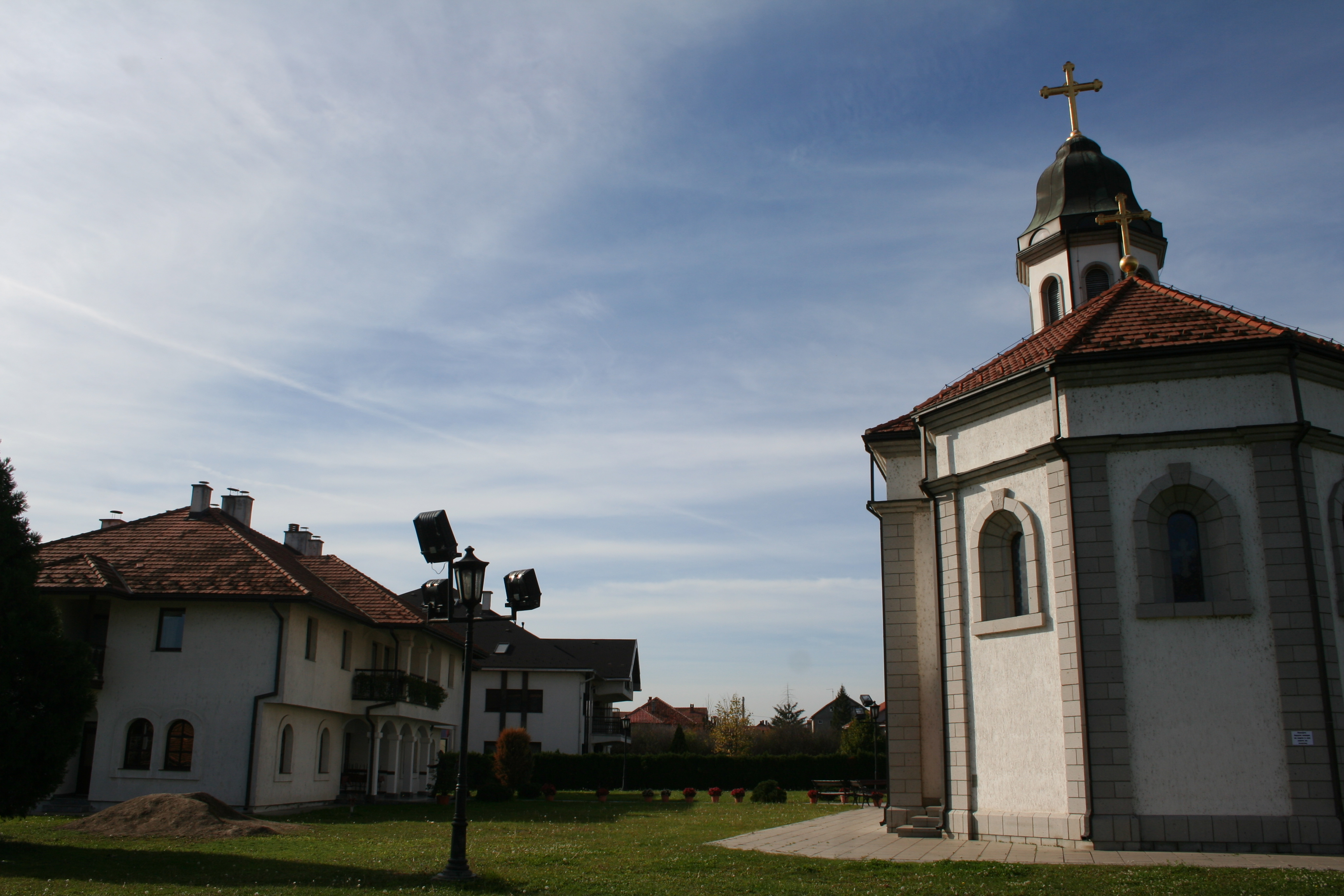
Die Kirche und das Pfarrhaus
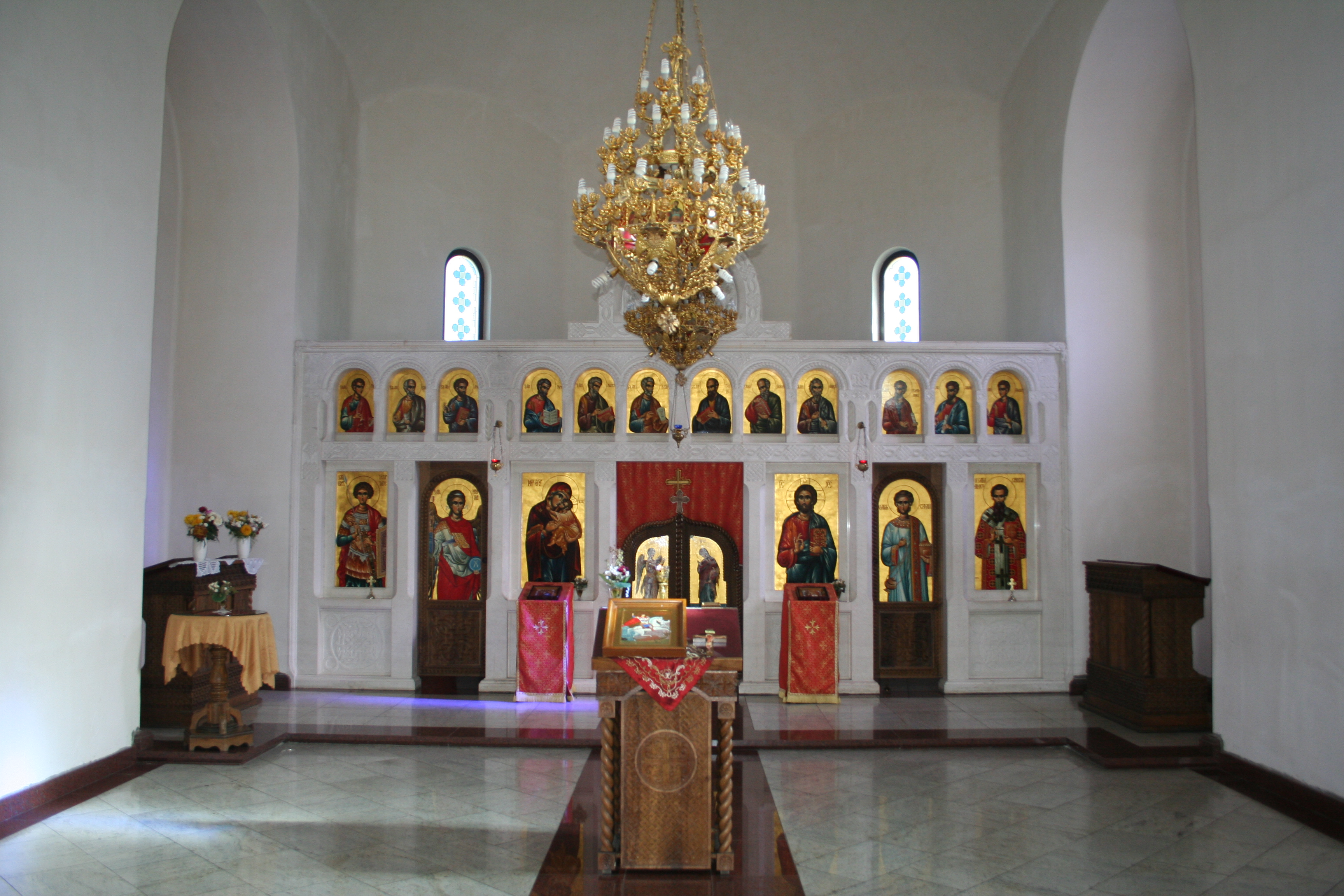
Blick auf die Ikonostase der Kirche
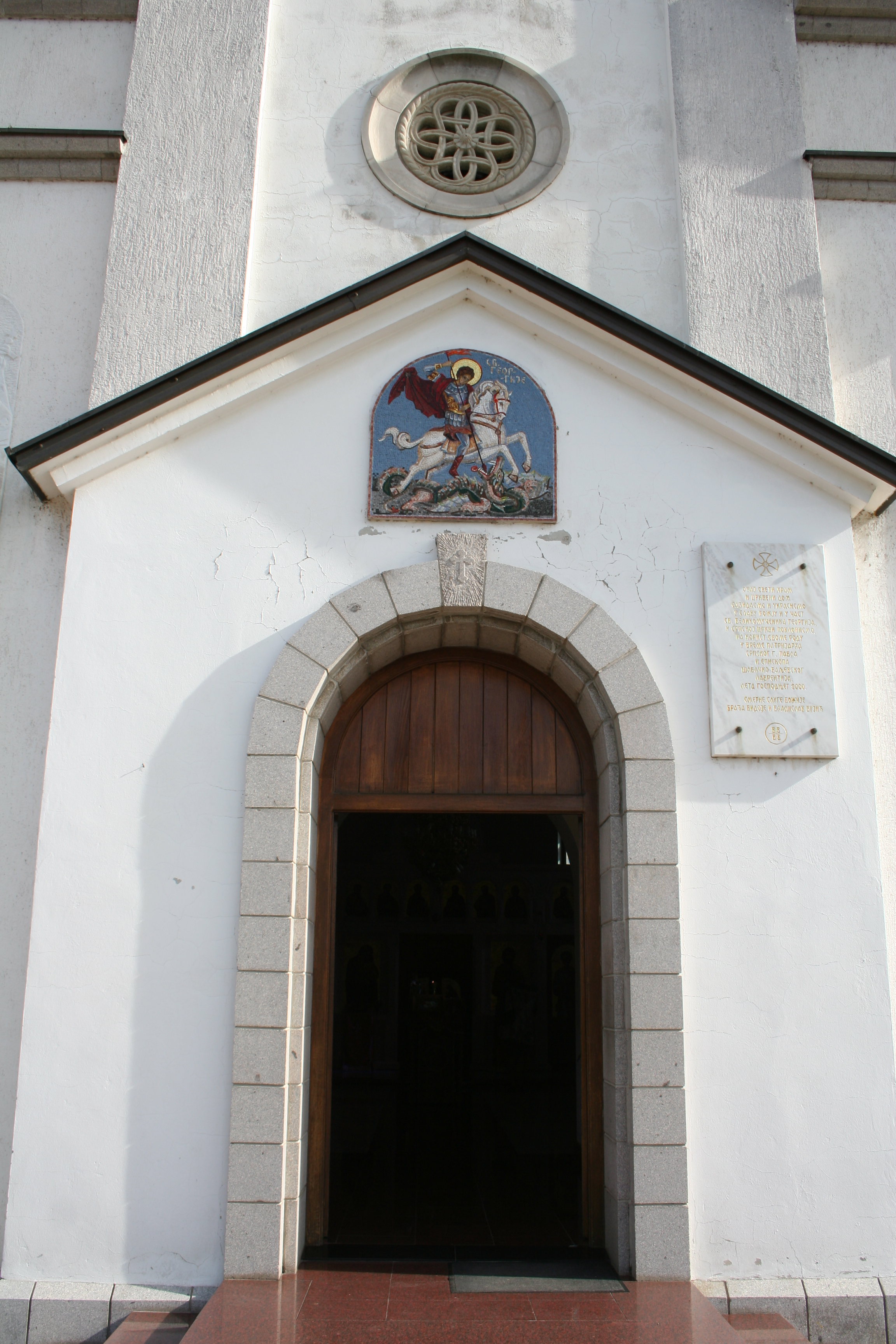
Haupteingang mit Patronatsmosaik
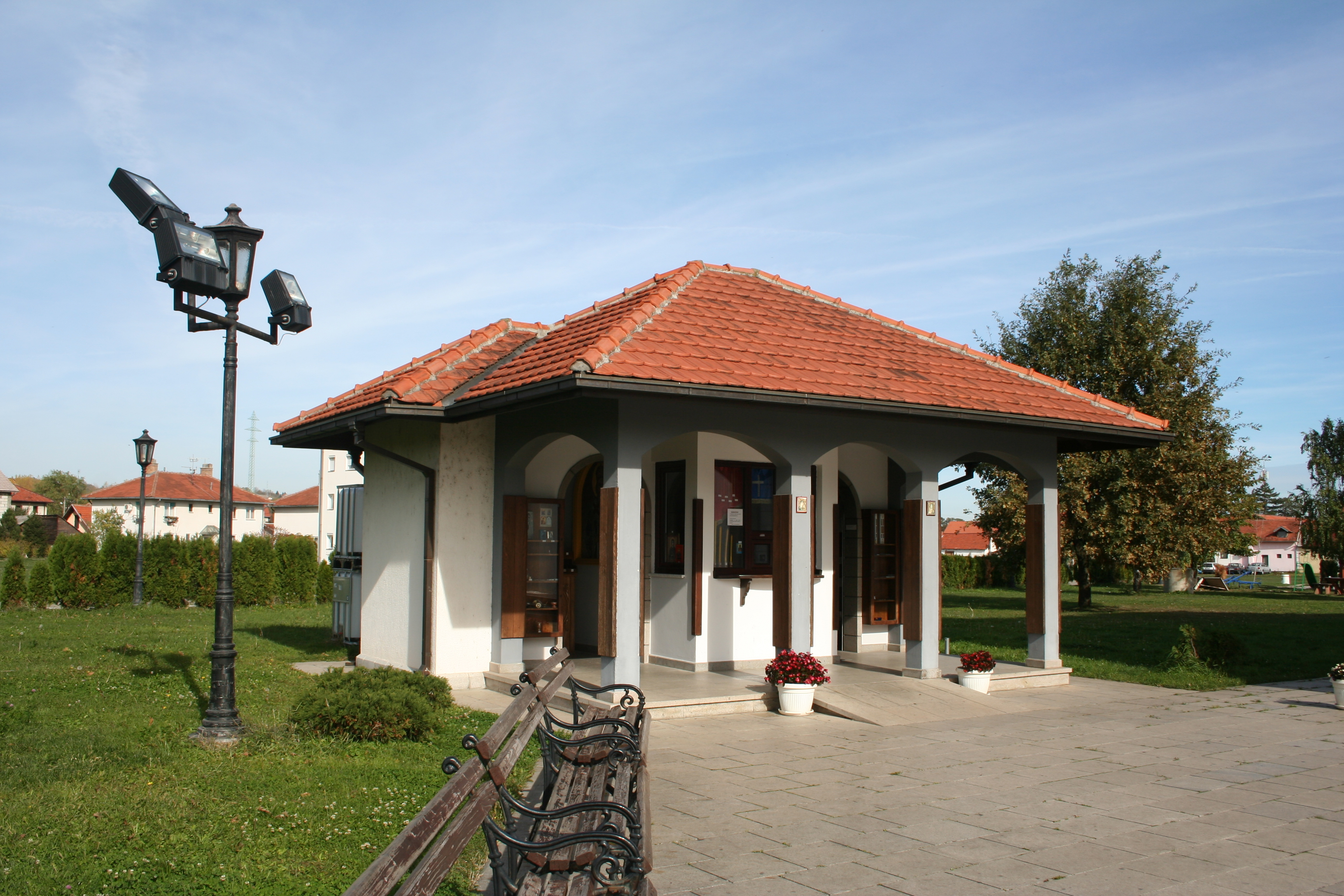
Der Kirchladen
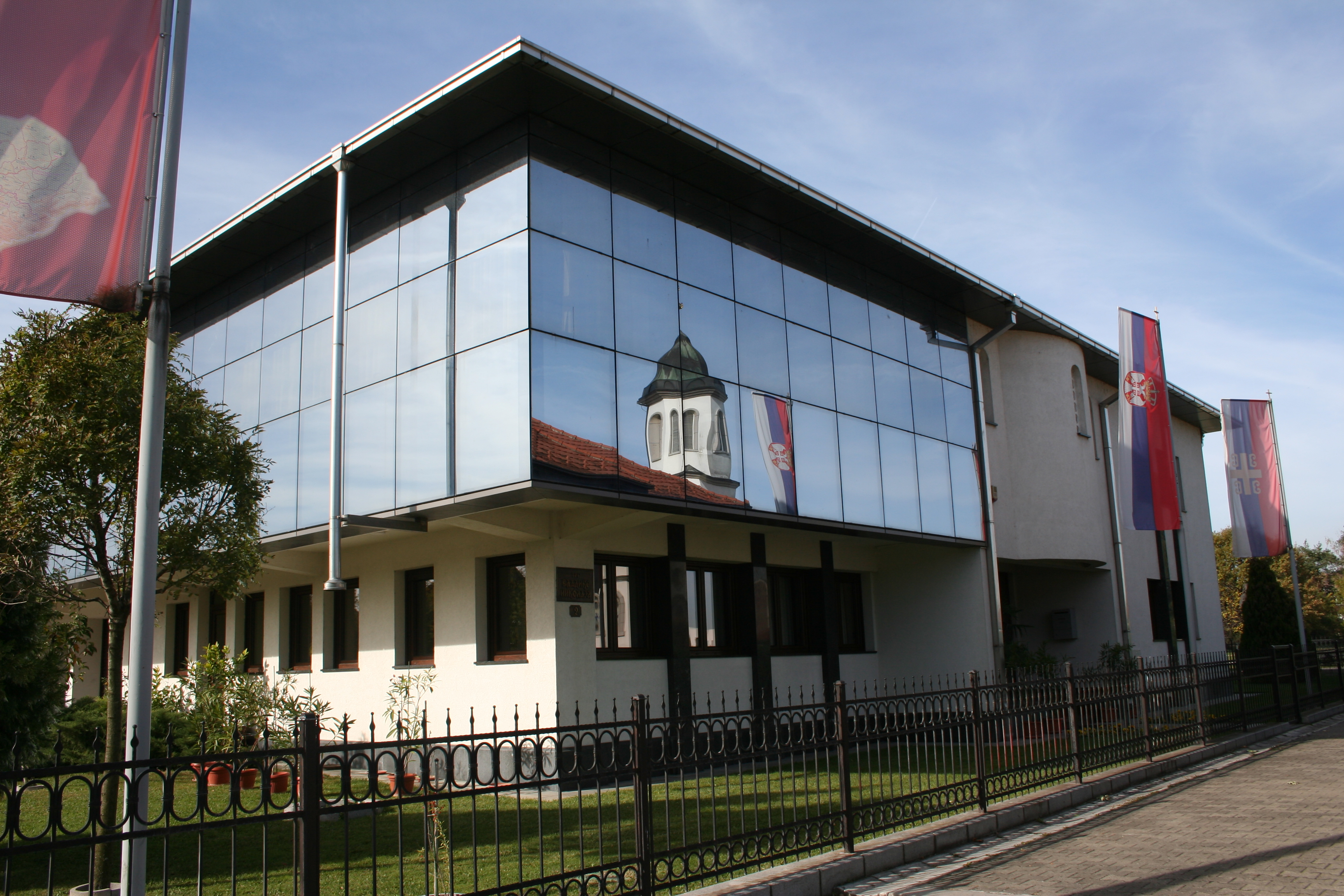
Der moderne Bischofspalast
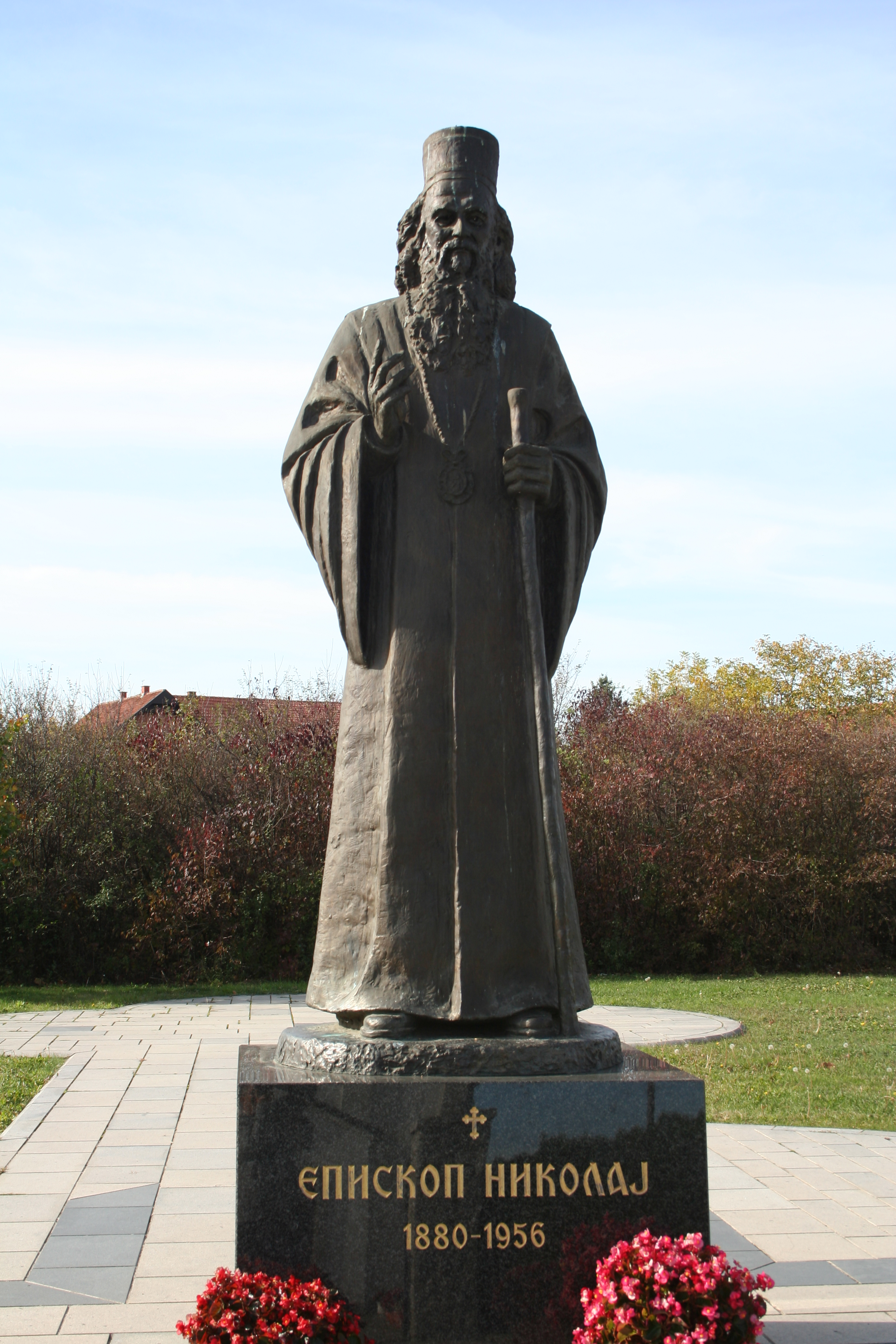
Das Denkmal für den Hl. Bischof Nikolaj